# Tal Karpelesz
Tal Karpelesz (in ebraico טל קרפלס‎?; Rehovot, 25 febbraio 1990) è un cestista israeliano con cittadinanza rumena.

## Palmarès
- Coppa di Romania: 1

CS Rovinari: 2014